# Pohujšanje v dolini šentflorjanski
Pohujšanje v dolini šentflorjanski: Farsa v treh aktih je dramsko delo Ivana Cankarja.

## Nastanek in recepcija
Pobuda za pisanje Pohujšanja je bil uspeh komedije Za narodov blagor na domačih tleh. Farsa je bila napisana v dveh tednih (en akt celo v enem večeru) oktobra 1907. Snov je Cankar jemal iz svoje zbirke novel Zgodbe iz doline šentflorjanske. Delo je nastalo iz odpora do odnosa, ki ga je imela vladajoča družba do umetnosti in svobodnega izražanja. Poleg Lepe Vide velja za edino Cankarjevo igro, ki je bila uprizorjena takoj po svojem nastanku, in sicer 21. decembra 1907 v Deželnem gledališču. Igra je bila razprodana v Ljubljani, Gorici in Celju. V knjižni obliki je farsa izšla leta 1908 pri založniku L. Schwentnerju.
Javna reakcija na dramo je potrdila temo farse – grajali ali hvalili so jo neglede na pripadnost klerikalni ali liberalni stranki. Franc Terseglav je v katoliškem Slovencu farsi odrekel sleherno umetniško vrednost, Govekar je v liberalskem Slovanu pisal o "konfuznem delu brez dramatskega zapletka", igro so grajali še v Našem listu, socialistični Edinosti in katoliški Novi dobi. Evgen Lampe je v Domu in svetu obtožil Cankarja, da prezira moralo in žali kristjane. V Slovencu je bil obljavljen dramatizirani pamflet Krpanova kobila v dolini šentflorjanski, ki je Cankarju očital vzvišenost in nesramnost, češ da spoštuje le sebe, ostale pa psuje. Socialistični Rdeči prapor in liberalski Slovenski narod sta igro pohvalila, edino Vladimir Levstik pa je v kritiki, objavljeni v Ljubljanskem zvonu, dojel bistvo Pohujšanja – gre za strupeno satiro na odnos do umetnosti na Slovenskem.

## Osebe
- Krištof Kobar, imenovan Peter, je umetnik in razbojnik, ki je izvedel za greh šentflorjancev.
- Jacinta je popotnica, Kobarjeva lepa družica.
- Župan skrbi za čednost doline.
- Županja je gospodovalna, prešuštvuje z Zlodejem.
- Dacar je od vseh rodoljubov obsojeni grešnik doline šentflorjanske.
- Učitelj Šviligoj je edina nedolžna oseba v dolini.
- Debeli človek je vaški policist.
- Popotnik je prava sirota šentflorjanska, znana pod imenom Peter.
- Zlodej se predstavi za Konkordata, v resnici je prišel po duše šentflorjanske. Ker so le-te že pohujšane, Peter pa sploh ne spada k njim, ostane praznih rok.
- Ostalo prebivalstvo doline predstavljajo še Dacarka, Ekspeditorica, Notar, Štacunar, Štacunarka ter Cerkovnik.

## Vsebina

### Prvo dejanje
Rodoljubi so vsi iz sebe zaradi pohujšanja, ki se je priteplo v dolino v obliki potepuha Petra in njegove lepe spremljevalke Jacinte. Po županovi zapovedi si mora pohujšanje v njuni kolibi ogledati učitelj Šviligoj, a je ta presramežljiv, da bi o videnem povedal kaj konkretnega. Zlodej, ki je prav tako prišel s Petrom in se domačinom predstavil za Konkordata s Francoskega, pa s svojim poročilom tako razvname rodoljube, da si hočejo pohujšanje ogledati na lastne oči. Da na poti domov ne bi podlegli grehu, se po županovem naročilu zvežejo z nitjo in tako spremijo drug drugega do domačega praga. Zvečer se Peter predstavi županu kot sirota iz doline šentflorjanske. On je tisti zapuščeni novorojenec Mojzes, ki so ga pred 25 leti našli ob potoku pod vrbo in poslali proč, da se ne bi razvedelo, kdo je njegov oče. Na smrt prestrašeni župan, ki domneva, da je on oče nezakonskega otroka, je pripravljen plačati, kolikor Peter zahteva, da se le ne razve sramota. Z istim trikom Peter obere še županjo in dacarja, Konkordat pa izrabi priložnost in se sladka z županjo, ki se je nadvse rada pustila zapeljati.

### Drugo dejanje
Petra je sram, da ga je zapeljalo čustvo do domovine, kajti ta je kakor vlačuga: zasmehuje ga, kdor jo ljubi! Jacinti je bil obljubil grad, bogastvo, hlapčevsko vdanost šentflorjancev, a je v dolini hlapcev preveč in zamalo je umetniku, da bi kraljeval nad to drhaljo! Tudi Zlodej se pritožuje: prišel je, da bi pohujšal, pa je že vse pohujšano! Ob vsej tej hinavščini ga obide dvom, ali je Peter res tisti greh iz doline šentflorjanske – poleg duš šentflorjancev in Petra hoče v pogodbo dodati še Jacinto, da ne bo ostal praznih rok. Peter Zlodeja nažene, nato pa po vrsti sprejema rodoljube, ki prinašajo "davek", od župana za povrh izsili še grad. Vsi morajo tudi poljubiti Jacinti nogo. To jim je prej v slast kot v ponižanje, zato se Jacinta svojih ”tlačanov” kmalu naveliča. Oba s Petrom zahrepenita po svobodni cesti ... Tedaj plane v njuno kolibo preplašeni Popotnik, ki ga zasleduje debeli vaški policist, češ da je razbojnik Krištof Kobar. Popotnik pove, da ni Kobar, ampak Peter – nesrečna sirota iz doline šentflorjanske. Prevarant Peter naroči Popotniku, naj nikomur ne izda, kdo je; če se bo dogovora držal, bo grad z vsem bogastvom njegov.

### Tretje dejanje
Na gradu se pripravlja slovesnost. Zlodeja mučijo zmeraj hujši dvomi. Ne ve več, ali je še zlodej ali svetnik ... prišel je, da bi ukanil, zdaj pa se boji, da je ukanjen. Šentflorjanci ponižno pozdravljajo graščaka Petra in se navdušujejo nad Jacintinim plesom. Šviligoj ima slovesen nagovor: mislili so, da je v dolino prišlo pohujšanje, pa je prišla lepota in veselo spoznanje! Poslan jim je rodoljub, ustvarjen za vodnika! Med napitnicami prihiti Popotnik povedat, da se bliža debeli policist. Peter in Jacinta se brž poslovita in pobegneta z vozom. Gostje zvedo, da je bil Peter v resnici Krištof Kobar, Popotnik pa da je sirota šentflorjanska. Zlodej z vzklikom: hudiča samega je ukanil! plane za Petrom, pred jezo domačinov pobegne tudi Popotnik, župan pa razglasi veliko zmago: kljub vsemu pohujšanju je ostala čednost doline šentflorjanske neomajana. Pod bandero zapojejo pobožno pesem v čast svetemu Alojziju.

## Razprave
Dolgo časa je bilo Pohujšanje Cankarjevo najmanj razumljeno dramsko delo, od modernizma naprej pa velja za njegovo najbolj zanimivo dramo. Z njo je Cankar prebil realizem in ustvaril prve modele modernizma. 
Cankarjev umetnostni program je nasproten Levstikovemu, izraženim v Popotovanju. Zanj so trdne socialne vloge smešne, zato jih poniža v lutke, karikature. Njegove pozitivne figure so bohemi, potepuhi, razbojniki.
Osrednji predmet farse je izražen v ironičnem naslovu – pohujšanje simbolizira Cankarjevo umetnost, dolina šentflorjanska pa slovensko domovino. Gre za konflikt med narodom in ustvarjalnim, svobodnim posameznikom; za razmerje med umetnikom in občinstvom. Šentflorjanci so hlapci in strahopetci, ki potrebujejo gospodarja. Zaradi izvirnega greha, tj. nezakonskega otroka, si umislijo sistem lažnih norm, ki jih omejuje. Tak sistem simbolizira Županova oblast, ki je iz dolincev naredila ponižne, nesvobodne, neustvarjalne lutke. Če želijo ohraniti svojo "čednost", morajo zatreti umetništvo in strast. Peter v njih vzbudi te zatrte želje in jih razkrinka kot pohotne grešnike. Šentflorjanci so pohujšani že sami po sebi, kar se vidi v njihovi želji po gledanju greha med Petrom in Jacinto ter v poljubljanju Jacintine noge, ki je znak spolnosti. 
Ironična komika je osnovana na nasprotju med skritimi željami šentflorjancev in njihovo obrambo pred pohujšanjem. Višek ironije je govor Šviligoja, ki Petrov "sistem" napravi za ideal nove družbe. Vrednote, ki so dolincem pomembne, pripiše tistemu, ki jih je uničil.
Motiv nezakonskega očetovstva je sredstvo za Petrovo izsiljevanje in podreditev dolincev. Noben izmed prebivalcev nima otrok, vsi skupaj pa imajo siroto šentflorjansko, ki so jo izgnali. Siroto simbolično imenujejo Mojzes – ta je prevrnil stari židovski sistem in zavladal novi družbi. Šentflorjanci zavračajo svojega otroka, saj se bojijo mladine, ki bi lahko podrla njihov ustaljeni sistem. 
Motiv pohujšanja se v dobesednem pomenu nanaša na spolnost in nemoralo, v simbolnem pa na umetnost kot sinonim grešnosti. Umetnost je skozi lik Petra enačena z razbojništvom (uničevanjem sistema) in s popotništvom (svobodo umetnika do drugačnega mnenja). Družba jo dojema kot nečisto – rada bi pohujšala publiko, zato jo je treba izgnati. Cankar skozi Petrov govor razkrije, da kot umetnik ne potrebuje več občinstva, saj je sam sebi svoje občinstvo. Vseeno pa že naslednji hip izrazi ljubezen do domovine, svojega občinstva: „O domovina, ti si kakor vlačuga: kdor te ljubi, ga zasmehuješ!“  
Motiv osleparjenega hudiča je vzet iz ljudske zgodbe o Faustu. Konkordat je klavrn zlodej. Ker Peter v resnici ni šentflorjanec, ostane njegova duša svobodna, zlodej pa je prevaran, saj se drži njune pogodbe in spoštuje zapovedi. Pravi hudič je torej Peter, moderni anarhist in amoralnež, ki ne pristaja na norme sistema.

## Vplivi
Cankarjeva drama je služila kot predloga Matiji Bravničarju za opero Pohujšanje v dolini šentflorjanski ter Ristu Savinu za opero Šentflorjanci .

## Uprizoritve
Pohujšanje daje režiserjem veliko priložnosti za raznorazne interpretacije, zato je pogosto uprizorjeno na slovenskih in tujih odrih.
Uspeh na premieri leta 1907 je Cankar pripisal izključno sebi, saj so po njegovem mnenju igrali ”kaj klavrno”. 
Uprizoritev iz leta 1920 pod režijo Osipa Šesta se je norčevala iz scenografije preteklega gledališča. Vladimir Skrbinšek se je leta 1928 odtrgal od tradicije. Bil je prvi izmed režiserjev, ki je tekst interpretiral po svoje. Igralci so po mnenju kritikov prvič nastopili kot enota, na odru ni bilo običajne anarhije. Slavko Jan je prejel ostro kritiko Tarasa Kermaunerja za režijo Pohujšanja v letu 1950. Očitki so leteli na neenoten stil igre, razpuščenost igralcev ter na pretiran, hrupen prikaz farse. Korunova drzna interpretacija igre je leta 1965 povzročila afero. Zagovorniki in ostri nasprotniki režiserjevega podviga so se nekulturno napadali v rubriki Pisma bralcev v dnevniku Delo. Uprizoritev je doživela 56 ponovitev. V Tauferjevi režiji je leta 2011 na odru nastopila zgolj moška zasedba, z izjemo Zlodeja, ki ga je upodobila ženska. 
Na Hrvaškem je farsa doživela premiero leta 1921 v Splitu.

## Prevodi
- Pohoršení v doline svatoflorianeké. Praze, 1926. Prevod: Jan Hudec.
- Sablazan u Šentflorjanskoj dolini. Drame. Beograd, Prosveta, 1953. Prevod: Njeguš Roksanda.
- Soblazna vo Šentflorijanskata dolina. Skopje, Makedonski naroden teatar, 1976.
- Sablazan u dolini Šentflorjanskoj. Drame. Novi Sad, Matica srbska, 1977.
- Soblazna vo Šentflorijanskata dolina. Drami. Skopje, Kultura, 1977.
- Sablazan u dolini Šentflorijanskoj. Izabrane drame. Znanje, Zagreb, 1982.
- Pokušenie vo Svätofloriánskej. Bratislava, Lita, 1982. Prevod: Branislav Choma.
- Soblazna vo Šentflorijanskata dolina. Drami. Skopje, Kultura, 1986.
- Soblazna vo Šentflorijanskata dolina. Drami. Skopje, Matica makedonska, 2008.
- Angleški jezik: Depravity in St. Florian Valley, Prevajalec Rawley Grau, Izdajatelj Prešernovo Gledališče Kranj, 2021

## Ponatisi
- Leta 1993 je farsa izšla v zbirki Klasje s spremno besedo Tomaža Toporišiča. Izdajo so ponatisnili leta 1994, 1995 in 1997. (COBISS)
- Leta 1985 je dramo priredil Jože Babič. (COBISS)
- V okviru Zbranih del je leta 1965 Pohujšanje s spremno besedo in z opombami opremil Dušan Moravec, izdaja je bila ponatisnjena leta 1967, 1974, 1985, 1986 in 1994. (COBISS)
- Izbrana dela je leta 1967 uredil Josip Vidmar, izšla so še leta 1970, 1971, 1973 in 1976. (COBISS)
- Izdajo iz leta 1931 je z opombami opremil Izidor Cankar. (COBISS)